# 中壢三教紫雲宮
24°34′25″N 121°04′14″E / 24.57366°N 121.07050°E
三教紫雲宮，位於桃園市，中壢區與平鎮區交界，是桃園市重要信仰之一，已列入桃園市觀光景點之一。

## 沿革

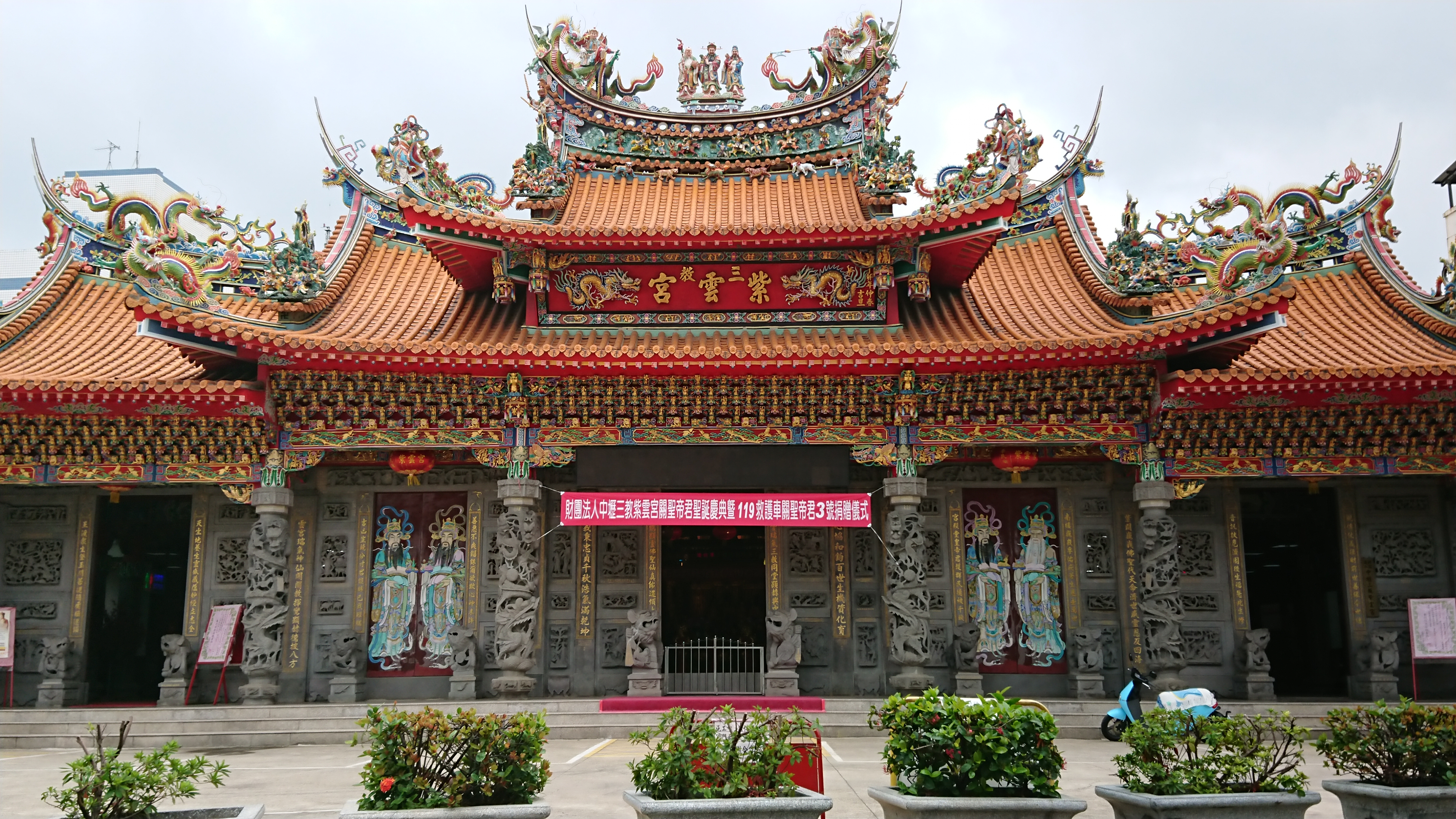
中壢三教紫雲宮

三教紫雲宮自1968年3月至今已50年之久，最初供奉恩主公及三教祖師，是十方善士的信仰，為民祈福。台灣好新聞報導指出紫雲宮是桃園市中壢區最大的關聖帝君廟，亦是地方重要信仰中心。
三教紫雲宮發揚釋、道、儒三教教義，主奉關聖帝君、孚佑帝君、司命帝君，以提倡倫理道理，促進社會祥和安寧及慈善事業為宗旨。2001年經桃園市政府核定其為財團法人。
宮中例行活動有：年初拜斗燈、光明燈、文昌燈、財神燈；每天有早晚課，農曆每月初一、十五日有誦經法會和平安麵食，祈求信眾平安。

## 供奉
紫雲宮中正殿中央供奉關聖帝君、司命帝君、孚佑帝君。左殿供奉觀世音菩薩、天上聖母、金母娘娘、地母娘娘等。右殿供奉城隍爺、福德正神、玄天上帝等。

## 社會服務
紫雲宮推動環保寺廟、興建社區圖書館、舉辦公益活動、推廣客家文化、結合環保、文化和公益等。
2018年8月三教紫雲宮於關聖帝君聖誕捐一臺救護車予桃園市政府。

## 相關照片

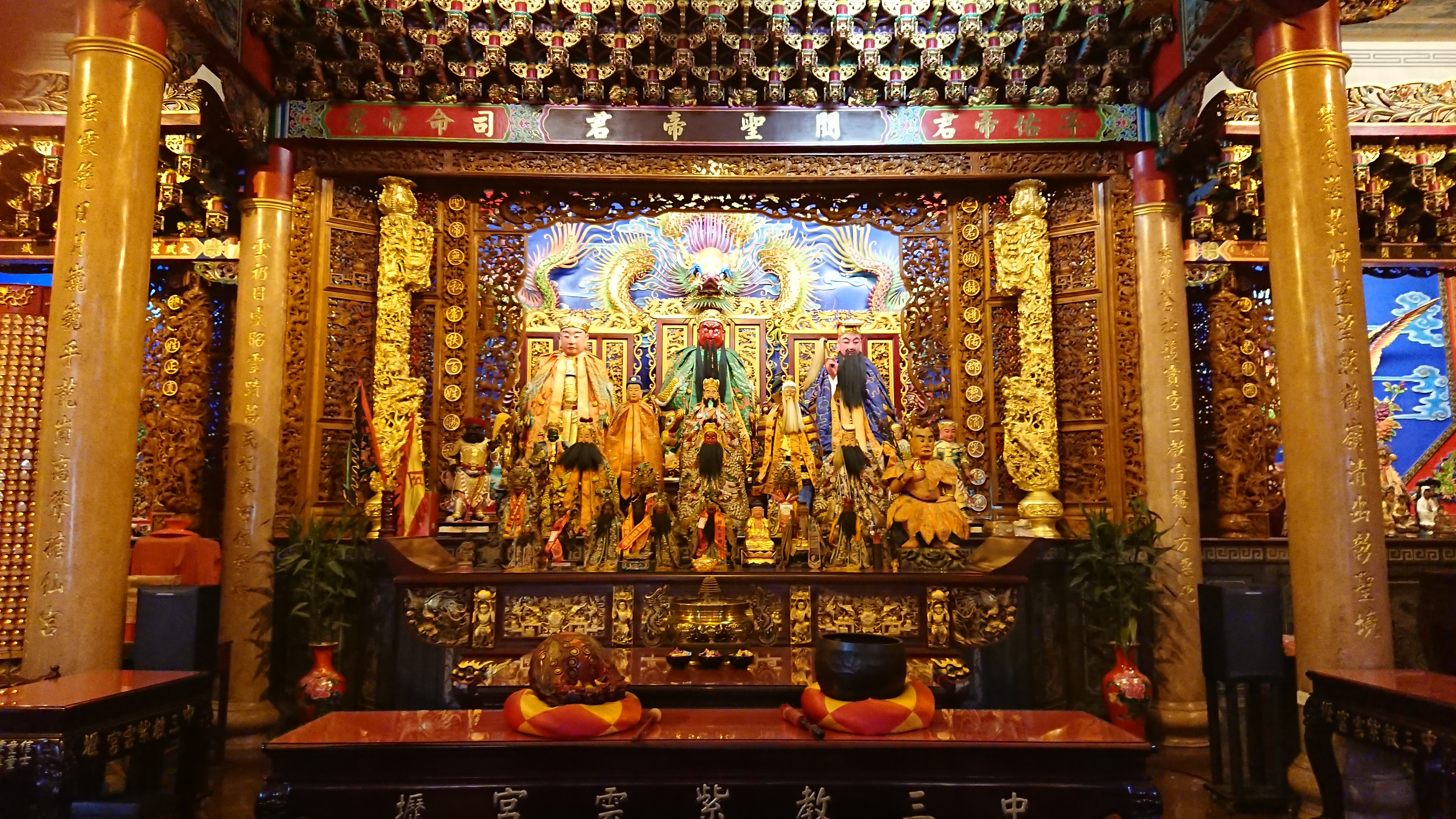
正殿關聖帝君
正殿左側觀世音菩薩
正殿右側城隍老爺
右側地藏殿
左側觀音殿
廣場左側牆上石碑文
紫雲橋

## 外部連結
- 中壢三教紫雲宮的Facebook專頁
- 桃園中壢三教紫雲宮（页面存档备份，存于）行走台灣 關聖帝君廟宇網 [2014-04-19]
- 中壢三教紫雲宮（页面存档备份，存于）光明燈祈福網
- 臺灣文獻 第59卷 第1期 P288（页面存档备份，存于）